# Alexander Weck
Alexander Weck (* 25. September 2000) ist ein deutscher Handballspieler.

## Karriere

### Im Verein
Alexander Weck absolvierte bereits in der Saison 2017/18 seine ersten Einsätze für den Bergischen HC in der 2. Bundesliga. In dieser Saison stieg der Bergische HC in die 1. Bundesliga auf. In der Saison 2019/20 erhielt er ein Zweitspielrecht für den Zweitligisten VfL Gummersbach. Ab Oktober 2023 lief er bis zum Saisonende auf Leihbasis für den Zweitligisten VfL Eintracht Hagen auf. Im Sommer 2024 wechselte er zum Zweitligisten GWD Minden. Mit Minden stieg er 2025 in die Bundesliga auf.

### In Auswahlmannschaften
Mit der deutschen Jugend-Nationalmannschaft belegte er bei der U18-Europameisterschaft 2018 den 6. Platz.